# Panzarini Hills
Le Panzarini Hills sono un gruppo di colline antartiche situate a nord del Ghiacciaio San Martín e che formano la metà settentrionale dell'Argentina Range, nei Monti Pensacola in Antartide.
Le colline sono state mappate dall'United States Geological Survey (USGS) sulla base di rilevazioni e foto aeree scattate dalla U.S. Navy nel periodo 1956-67.
La denominazione è stata assegnata dall'Advisory Committee on Antarctic Names (US-ACAN) in onore dell'ammiraglio Rodolfo N. Panzarini, direttore dell'Instituto Antartico Argentino in quel periodo.

## Punti di interesse geografico
I punti di interesse geografiche comprendono:
- Arcondo Nunatak
- Areta Rock
- Giró Nunatak
- Mount Ferrara
- Mount Spann
- Suarez Nunatak
- Vaca Nunatak

| Nome            | Coordinate        | Altezza              |
| --------------- | ----------------- | -------------------- |
| Arcondo Nunatak | (82°8′S 41°37′W)  | 780 metri (2 560 ft) |
| Areta Rock      | (82°6′S 41°5′W)   |                      |
| Giró Nunatak    | (82°13′S 42°2′W)  |                      |
| Mount Ferrara   | (82°15′S 41°25′W) | 875 metri (2 871 ft) |
| Mount Spann     | (82°3′S 41°21′W)  | 925 metri (3 035 ft) |
| Suarez Nunatak  | (82°12′S 41°47′W) | 830 metri (2 720 ft) |
| Vaca Nunatak    | (82°17′S 41°42′W) |                      |